# Pogonogenys
Pogonogenys is een geslacht van vlinders van de familie grasmotten (Crambidae), uit de onderfamilie Odontiinae.

## Soorten
- P. frechini Munroe, 1961
- P. masoni Munroe, 1961
- P. proximalis Fernald